# زوي هاردمان
زوي هاردمان (بالإنجليزية: Zoe Hardman)‏ هي مقدمة تلفزيونية وممثلة بريطانية، ولدت في 16 نوفمبر 1982 في كنت في المملكة المتحدة.

## وصلات خارجية
- زوي هاردمان على موقع IMDb (الإنجليزية)
- زوي هاردمان على موقع قاعدة بيانات الفيلم (الإنجليزية)